# Словарь русского языка (1891—1937)
Слова́рь ру́сского языка́, соста́вленный Вторы́м отделе́нием Импера́торской акаде́мии нау́к, впоследствии Слова́рь ру́сского языка́, соста́вленный коми́ссией по ру́сскому язы́ку Акаде́мии нау́к СССР — незавершенный большой академический толковый словарь русского литературного языка. Выходил в форме отдельных выпусков (иногда переиздававшихся готовыми томами) в 1891—1937 годах под редакцией Я. К. Грота, А. А. Шахматова, В. И. Чернышёва, Л. В. Щербы и других.
Словарь русского языка. Составлен Вторым отделением. Императорской Академии Наук. СПб., 1891—1930.
- Т. 1, вып. 2 (А—Втас), 1891;
- Т. 1, вып. 2 (Втас—Да), 1892;
- Т. 1, вып. 3 (Да—Дя), 1895;
- Т. 2, вып. 1 (Е—Железный), 1897;
- Т. 2, вып. 2 (Железный—За), 1898;
- Т. 2, вып. 3 (За—Заграчить), 1899;
- Т. 2, вып. 4 (Заграять—Закрепить), 1900;
- Т. 2, вып. 5 (Закрѣплять—Заносить), 1901;[1]
- Т. 2, вып. 6 (Заносить—Засада), 1902;
- Т. 2, вып. 7 (Засада—Заудиться), 1902;
- Т. 2, вып. 8 (Заудак—Зелье), 1905;
- Т. 2, вып. 9 (Зельце—Зятюшко), 1907;
- Т. 3, вып. 1 (И—Изба), 1922, под ред. С. К. Булича;[2]
- Т. 3, вып. 2 (Изба—Издёргивать), 1927—1929, под ред. Л. В. Щербы и Е. Ф. Карского;[3]
- Т. 4, вып. 1 (К—Кампилист), 1906—1907;
- Т. 4, вып. 2 (Кампания—Качалка), 1908;
- Т. 4, вып. 3 (Качалка—Класться), 1909, под ред. Д. К. Зеленина;[4]
- Т. 4, вып. 4 (Класться—Когда), 1910, под ред. Д. К. Зеленина;[5]
- Т. 4, вып. 5 (Когда—Колпакъ), 1911, под ред. Д. К. Зеленина;[6]
- Т. 4, вып. 6 (Колпак—Концепция), 1912;
- Т. 4, вып. 7 (Концепція—Корпунья), 1913, под ред. Д. К. Зеленина;[7]
- Т. 4, вып. 8 (Корпусистый—Кошнячёкъ), 1914, под ред. Д. К. Зеленина;[8]
- Т. 4, вып. 9 (Кошоба—Крикунъ), 1916, под ред. Д. К. Зеленина;[9]
- Т. 4, вып. 10 (Крикун—Крошечный), 1926;
- Т. 5, вып. 1 (Л.—Лёгкій), 1915, под ред. С. П. Обнорского;[10]
- Т. 5, вып. 2 (Лёгкий—Летунок), 1927;
- Т. 5, вып. 3 (Летунчик—Лисичий), 1928;
- Т. 6, вып. 1 (М—Малый), 1914—1917, 1927, под ред. П. Л. Маштакова и В. М. Истрина;[11]
- Т. 6, вып. 2 (Малый—Маститый), 1929;
- Т. 8, вып. 1 (Не—Невремище), 1916—1918, 1927, под ред. В. И. Чернышёва;[12]
- Т. 8, вып. 2 (Невремя—Недорубщик), 1929;
- Т. 9, вып. 1 (О—Обезоруживать), 1929;
- Т. 9, вып. 2 (Обезоруживать—Обкататься), 1930.

Словарь русского языка, составленный комиссией по русскому языку Академии наук СССР. 2-е изд. Л., 1930—1932.
- Т. 5, вып. 1 (Л—Лактукон), 1930;
- Т. 5, вып. 2 (Лактукопикрин—Лебёдушка), 1932;
- Т. 6, вып. 1 (М—Малый), 1932;
- Т. 8, вып. 1 (Не—Невинность), 1932.

Новое, перераб. и доп. изд. Л., 1932. Т. 1, вып.1 (А—Ажно), 1932;
- Т. 1, вып. 2 (Ажно—Аллотрилогия), 1933;
- Т. 6, вып. 2 (Малый-Масловый), 1933;
- Т. 8, вып. 2 (Невинность—Недовернуться), 1933.

7-е изд. Л.-М., 1934—1937. Т. 1, вып.3. (Аллотриморфный—Анархический), 1935;
- Т. 1, вып. 4 (Анархический—Антиципироваться), 1936;
- Т. 5, вып. 1 (Д—Даятельный), 1937;
- Т. 9, вып. 1 (И—Идеализировать), 1935;
- Т. 11, вып. 3 (Лебёдушка—Лезгинка), 1934;
- Т. 11, вып. 4 (Лезгота—Лесной), 1935;
- Т. 12, вып. 2 (Малый—Масловый), 1934;
- Т. 12, вып. 3 (Маслоглазый—Махать), 1936;
- Т. 13, вып. 4 (Нежуренный—Некрытый), 1935;
- Т. 14, вып. 3 (Обкатить—Облупливать), 1935;
- Т. 14, вып. 4 (Облупливать—Ободрать), 1935;
- Т. 14, вып. 5 (Ободраться—Обратность), 1936.